# Джейн Енн Кренц
Джейн Енн Кренц (англ. Jayne Ann Krentz, до шлюбу — Кастл (англ. Castle), нар. 28 березня 1948) — американська письменниця, пише любовні, історичні романи з елементами фентезі та саспенсу. Творить під різними псевдонімами, раніше підписувалася сімома іменами, у тому числі двома справжніми. Останнім часом послуговується трьома. Своїм справжнім іменем в шлюбі Джейн Енн Крентц підписує сучасні романи-саспенси. Вигадане ім'я Аманда Квік ставиться під історичними романами-саспенсами. Дошлюбне прізвище Джейн Кастл використовує для футуристичних або паранормальних романів-саспенсів. 
122 книги Джейн Кренц розійшлися понад 23 мільйонами примірників у світі. Газета «Нью-Йорк Таймс» визнала Джейн Енн Кренц авторкою бестселерів. Вона є редакторкою та співавторкою серії нарисів «Небезпечні чоловіки і авантюрні жінки: письменники романтичних книг про привабливість романтики», при Пенсильванському університеті.